# Galop (jeździectwo)

Galop roboczy

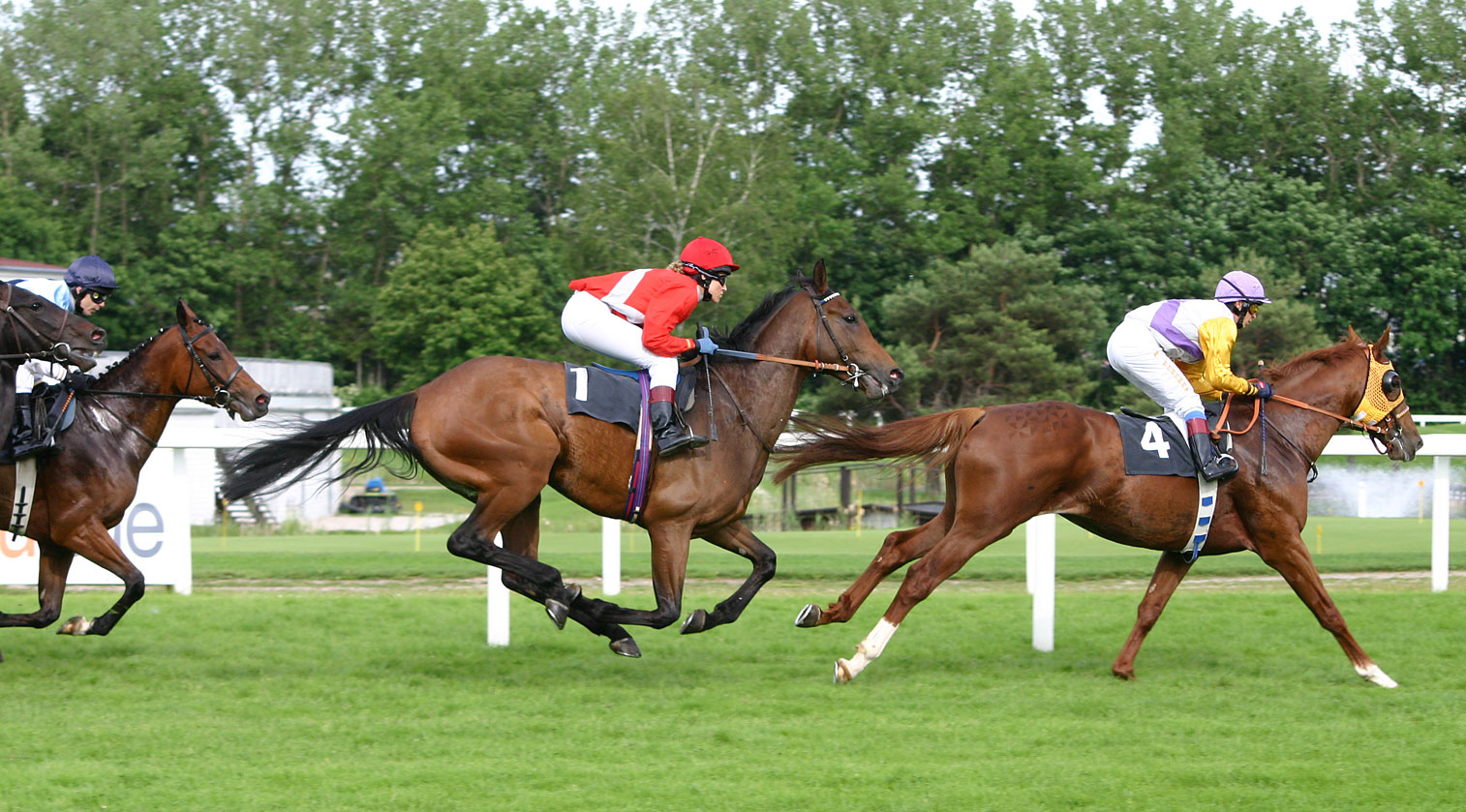
Wyścig

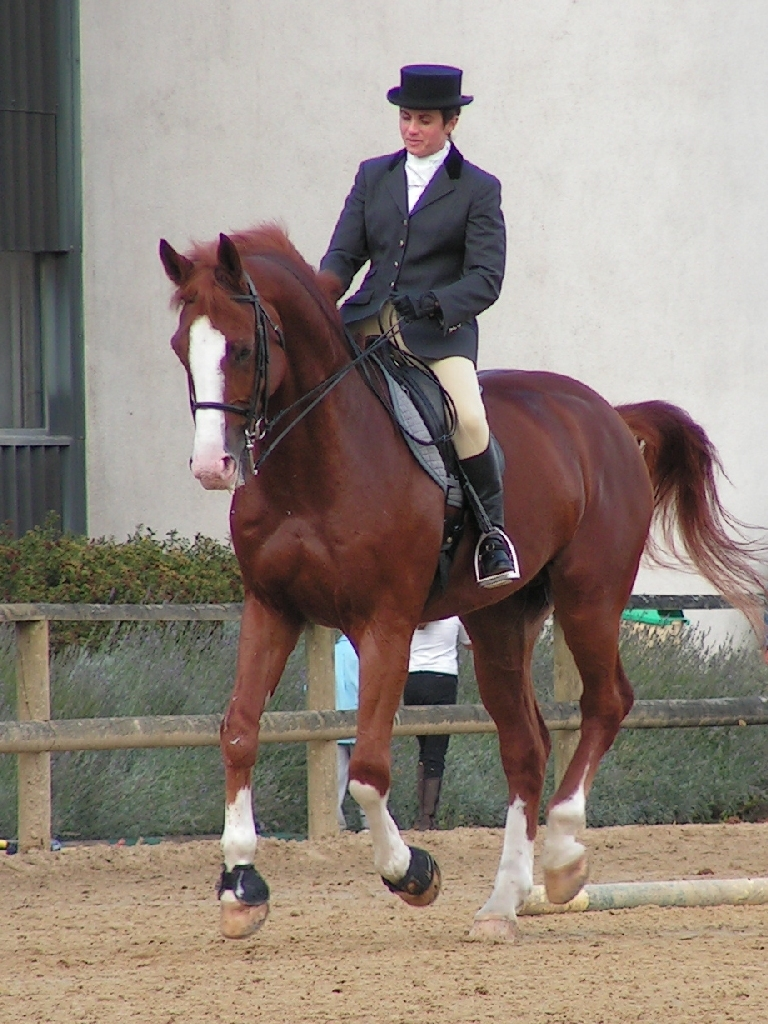
Galop zebrany

Galop – trzytaktowy chód konia (ogólnie – koniowatych); jeden „skok” nazywa się z francuskiego foulée. Po każdym foulée konia następuje faza zawieszenia. W zależności od tego, która para kończyn wysuwa się bardziej do przodu, rozróżniamy galop z prawej lub lewej nogi. Zwykle koń galopuje na nogę odpowiadającą kierunkowi ruchu (wewnętrzna para nóg wysuwa się do przodu). Jeżeli wysuwająca się do przodu para kończyn jest parą zewnętrzną, koń porusza się kontrgalopem.
Rozróżniamy następujące tempa galopu:
- Galop roboczy:

Jest to galop w naturalnym rytmie konia; równomierny i rytmiczny; stosowany w dyscyplinie ujeżdżenia podczas wykonywania większości figur na czworoboku np. wolty i ciągi.
- Galop pośredni:

Zmusza konia do wzmożonej pracy grzbietem oraz zwiększenia stopnia uginania i prostowania tylnych kończyn. Tempo równomierne wynosi 340–350 m/min.
- Galop zebrany:

Zwolniony do minimum. Dzięki maksymalnemu podstawieniu zadu środek ciężkości przesuwa się do tyłu. Szyja jest wygięta, wysoko podniesiona, czoło pionowo. Galop zebrany wymaga od konia gibkości i dobrego wytrenowania. Chód ten bardzo obciąża stawy skokowe, nie należy go więc nadużywać. W ujeżdżeniu na czworoboku stosowany jest przy wykonywaniu np. półpiruetów i piruetów. 
- Galop wyciągnięty:

Koń wydłuża nogi na tyle, na ile pozwala mu budowa jego ciała. Ruchy są bardziej wyciągnięte niż w galopie pośrednim. Tempo wynosi około 33 km/godz.
- Galop wyścigowy: